# Herbert Barrett
Herbert Roper Barrett (né le 24 novembre 1873 à Upton - mort le 27 juillet 1943 à Horsham) est un joueur de tennis britannique.

## Biographie
Il a remporté trois titres du Grand Chelem en double, tous à Wimbledon, en 1909, 1912 et 1913, ainsi que deux médailles olympiques aux Jeux olympiques de Londres en 1908.
Il a été par ailleurs finaliste à quatre reprises en double à Wimbledon, en 1900, 1908, 1910 et 1914.
Il a été par ailleurs finaliste à deux reprises en simple à Wimbledon, en 1908 et 1911